# NGC 7073
NGC 7073 (również PGC 66847) – galaktyka spiralna (Sbc), znajdująca się w gwiazdozbiorze Koziorożca. Odkrył ją Albert Marth 25 sierpnia 1864 roku.